# Petro Symonenko

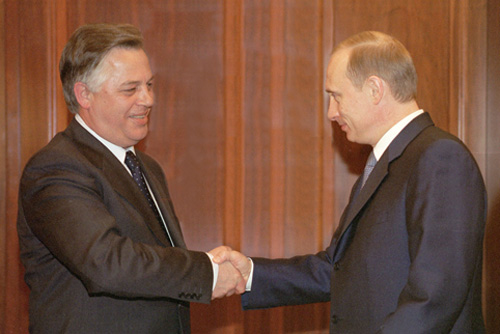
Symonenko och Putin, 2002

Petro Mykolajovytj Symonenko (ukrainska: Петро́ Микола́йович Симоне́нко; ryska: Пётр Никола́евич Симоне́нко, Pjotr Nikolajevitj Simonenko), född 1 augusti 1952, Donetsk, Ukrainska SSR, Sovjetunionen, är en ukrainsk politiker och förste sekreterare i Ukrainas kommunistiska parti. Symonenko var kandidat i 1999, 2004, 2010 års presidentval och var kommunistpartiets kandidat för fjärde gången 2014
Symonenko blev medlem av Sovjetunionens kommunistiska parti 1978 och arbetade som partifunktionär i 1980-talet. Han har varit ordförande för Ukrainas kommunistiska parti sedan 1993. Han är också ordförande i den kommunistiska partigruppen i Verchovna Rada (parlamentet).